# ピテカンバブー
ピテカンバブーは、かつてホリプロで活動していたお笑いコンビ。1995年4月結成、2000年10月解散。

## メンバー
西田 征史（にしだ まさふみ、1975年5月22日 - ）
東京都出身。血液型B型。学習院大学法学部法律学科卒業。
- 解散以降、映画やドラマ、舞台、テレビアニメの脚本・演出とマルチに活動の場を広げている。また自らも役者として出演することもある。
- ホリプロ退社後はQueen-Bに所属している。

佐野 忠宏（さの ただひろ、1973年11月16日 - ）
静岡県富士宮市出身。血液型O型。和光大学人文芸術学科中退。
- 解散後はピン芸人「コトブキツカサ」として活動。フリーランスを経て現在はナチュラルエイトに所属。
- 芸人活動の傍ら心理カウンセラーとしての活動も行っており、その中で年間約500本の映画を観ている事から映画心理カウンセリングを得意としている（好きな映画を3本挙げれば、その人の心理がわかる、ということなど）。

## 出演番組
テレビ
- バリキン7 賢者の戦略（TBSテレビ）
- スーパー知恵MON（TBSテレビ）
- アッコにおまかせ!（TBSテレビ、前説及びアシスタントを担当）
- お笑いダンクシュート（NHK総合、1996年12月26日・27日）
- ボキャブラ天国シリーズ（フジテレビ）
- 爆笑オンエアバトル（NHK総合）戦績0勝2敗 最高238KB
- あいうえお （NHK教育）
  - 1997年〜1998年度に、『もっく&どろん』という役名で出演。
- 第35回新春かくし芸大会（フジテレビ、1998年1月1日）
  - 紅組の『松づくしからくり模様』の演目に出演。

ラジオ
- オールナイトニッポンR スペシャルナイト（ニッポン放送、1999年10月13日）
- ゴッドアフタヌーン アッコのいいかげんに1000回（ニッポン放送）